# Ctenosciara longisartus
Ctenosciara longisartus är en tvåvingeart som beskrevs av Bischoff de Alzuet och Naijt 1973. Ctenosciara longisartus ingår i släktet Ctenosciara och familjen sorgmyggor. Inga underarter finns listade i Catalogue of Life.